# Abda (kmenový svaz)

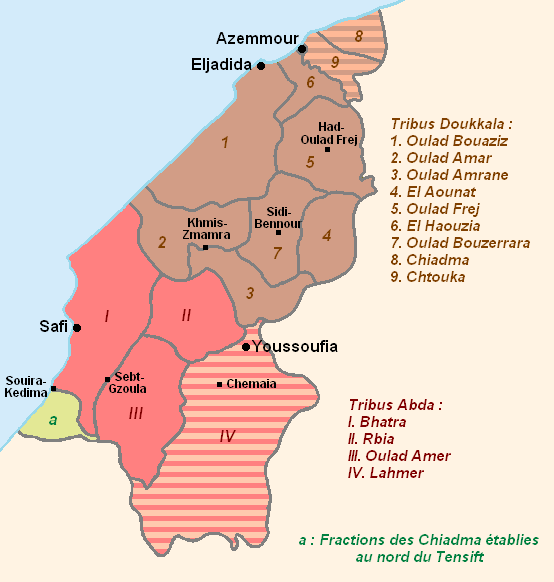
Na mapě Dukkály-Abdy je červeně vyznačena oblast kmenů ze svazu Abda

Abda (arabsky عبدة‎) je arabský kmenový svaz v Maroku obývající část po nich pojmenované oblasti Dukkála-Abda. Usídlil se zde během 12. století v období vlády Almohadů. Svaz tvoří tři kmeny.
Francouzský diplomat 19. století Eugène Aubin o nich psal jako o mocném čistě arabském svazu o počtu 35 tisíc, který obývá úrodné území bohaté na koně i dobytek.